# Sleeper Islands
Sleeper Islands är öar i Kanada.   De ligger i territoriet Nunavut, i den östra delen av landet, 1 400 km norr om huvudstaden Ottawa. Den största ön i gruppen är Kidney Island.